# Анеджті
Анеджті (або Анджеті) — в давньоєгипетській міфології локальне божество додинастичного періоду та епохи Раннього царства; покровитель міста Бусіріса (давньоєгип. Джеду, пізніше Пер-Усір-небі-Джеду), центру дев'ятого нижньоєгипетського нома.
Його зображали у вигляді людини, що стоїть на знаку нома, з двома пір'ями на голові — символ єдності двох складових Єгипту, з палицею і батогом (або хлопавкою) в руках — символи керівного мандрівника.
Символ Анеджті: стовп «Джед».
Вже за часів Раннього Царства Анеджті був витіснений культом Осіріса, на якого перейшли атрибути Анеджті. Присвячений Анеджті стовп «Джед» став фетишем Осіріса.